# Música (software)
Música (llamada alternativamente como Música App) es una aplicación de reproducción de medios desarrollada para los sistemas operativos iOS, iPadOS, tvOS, watchOS y macOS por Apple Inc. Puede reproducir archivos de música almacenados localmente en los dispositivos, así como el streaming desde iTunes Store y Apple Music.
La versión de iOS se introdujo con iOS 5 el 12 de octubre de 2011, reemplazando la app de iPod. Se incluyó en los lanzamientos iniciales de tvOS, watchOS y iPadOS. Se lanzó con macOS Catalina el 7 de octubre de 2019 como una de las tres aplicaciones creadas para reemplazar a iTunes. La aplicación de música se diferencia de iTunes por su concentración en los medios de streaming y su menor enfoque en la iTunes Store, donde el contenido puede ser comprado directamente.

## iOS, tvOS, y watchOS
La aplicación Música en iOS fue precedida por la aplicación de iPod, inicialmente lanzada en iPhone OS 1. Fue renombrada como Música con el lanzamiento de iOS 5 el 12 de octubre de 2011. Fue actualizada con un rediseño y funcionalidad para Apple Music con iOS 8.4 en 2015. Es una aplicación estándar en CarPlay.
La aplicación Música está disponible en los Apple TV de segunda y tercera generación para transmitir música comprada en iTunes Store o sincronizada con iTunes Match, pero nunca fue actualizada con soporte para Apple Music. El soporte para Apple Music fue añadido en la versión tvOS del Apple TV de cuarta generación a principios de noviembre de 2015.
La aplicación Música se ha incluido en todas las versiones de watchOS en el Apple Watch. La música puede ser descargada directamente a un Apple Watch para ser usada sin un iPhone emparejado.

## macOS
La aplicación Música en macOS fue precedida por la aplicación iTunes, lanzada el 9 de enero de 2001. El soporte para video dentro de la aplicación iTunes se habilitó en mayo de 2005; el soporte para podcast y libros le siguió en junio de 2005 y enero de 2010, respectivamente. En la década de 2010, la aplicación había sido criticada por la gran cantidad de software con funcionalidades que se extendían mucho más allá del alcance original de la música.
Apple anunció en la Worldwide Developers Conference del 2019 que iTunes sería reemplazado por las aplicaciones específicas de música, podcasts y TV con el lanzamiento de macOS Catalina. Apple ha descrito la aplicación Música como una "experiencia de transmisión de música", mientras que la empresa ha descrito iTunes como una biblioteca digital y una tienda de música en línea. Las versiones anteriores de iTunes diseñadas para versiones anteriores de macOS, así como iTunes para Windows, no se verán afectadas. La música, los programas de televisión y las películas, y los pódcast en la iTunes Store serán accesibles a través de las aplicaciones de música, TV y podcasts, respectivamente, en comparación con la aplicación independiente de la iTunes Store que aparece en iOS.

## Android
Música fue lanzada para los dispositivos con Android Lollipop y más tarde el 10 de noviembre de 2015, donde se le conoce como Apple Music. Fue la primera vez que  música estuvo disponible en dispositivos que no fueran de Apple, con excepción en Microsoft Windows y en el Rokr E1, durante una breve asociación con Motorola en 2005.